# Geo-Naturpark Bergstraße-Odenwald
Geo-Naturpark Bergstraße-Odenwald er et område på 3500 km² mellem floderne Rhinen, Main og Neckar. Mod syd går den delvist over i Naturpark Neckartal-Odenwald i Baden-Württemberg. Mod øst møder den på den anden side af Main Naturpark Bayerischer Spessart. Naturparken har siden 2004 som Geopark Bergstrasse-Odenwald været medlem af UNESCOs Global Network of Geoparks.

## Geografi
Naturparken ligger
- i den sydlige del af delstaten Hessen i landkreisene Bergstraße, Darmstadt, Darmstadt-Dieburg, Groß-Gerau und Odenwaldkreis,
- i den nordlige del af Bayern i Landkreis Miltenberg,
- i den nordlige del af Baden-Württemberg i landkreisene Rhein-Neckar-Kreis, Neckar-Odenwald-Kreis og Main-Tauber-Kreis.

Den omfatter Bergstraße mod vest, over det skovrige Mittelgebirgelandskab til Maindalen i øst. Mod nord når den Messeler-bakkelandet med Messelgruben, der er på UNESCO's verdensarvsliste, og mod syd går det til Neckardalen.

## Seværdigheder
- Messelgruben,
- Kloster Lorsch,
- Kühkopf-Knoblochsaue, Stockstadt am Rhein
- Odenwald-Limes
- Felsenmeer ved Reichenbach, Lautertal (Odenwald)
- Obrunnschlucht mellem Höchst im Odenwald og Rimhorn
- Heidelberg med Heidelberg Slot
- Katzenbuckel – er med en højde på 626 m det højeste punkt i Odenwald
- Odenwälder Freilandmuseum i Walldürn-Gottersdorf
- Eberstadt Drypstenshule ved Buchen (Odenwald)